# Lawrence Saint-Victor
Lawrence Saint-Victor (New York, 14 giugno 1982) è un attore statunitense.
Era nel cast della soap opera Sentieri, dove interpretava il ruolo di Remy Boudreau dall'aprile 2006 fino alla fine della soap opera, nel settembre 2009. Dal 2013 Saint-Victor interpreta il ruolo di Carter Walton, ricorrente dal 2016, nella soap opera americana della CBS trasmessa nel daytime, Beautiful.

## Biografia
Nato a Rockland County, New York, prende parte a numerosissime serie televisive di successo come Ugly Betty, ma il successo arriva nel 2006 nella soap opera Sentieri interpretando il ruolo di Remy Boudreau fino al 2009.
Nel 2022 entra nel cast principale della soap opera Beautiful con il ruolo di Carter Walton, ruolo che ricopre tuttora. Saint-Victor ha interpretato, scritto e co-prodotto la webserie del 2009 Wedlocked, accanto a Rena Sofer, che in futuro ricoprirà in Beautiful, che nella webserie svolgeva il ruolo di produttrice. Egli appare anche nel film Pass the Light, nel 2015.

## Vita privata
Saint-Victor ha frequentato il Conservatorio di teatro e cinema alla SUNY Purchase. Nel 2006 si è laureato con una B.F.A (Bachelor of Fine Arts, titolo di studio anglosassone) nella recitazione. Ha sposato la sua fidanzata del college, Shay Flake, il 1º settembre 2007.

## Filmografia

### Cinema
- Collar - regia di David Wilson (2011)
- My Last Day Without You - regia di Stefan C. Schaefer (2011)
- Pass the Light - regia di Malcom Goodwin (2013)

### Televisione
- Law & Order: Special Victims Unit - Serie TV (2007)
- Ugly Betty - Serie TV (2009)
- Sentieri - Soap opera - Ruolo: Remy Boudreau (2006-2008)
- Wed Locked - Serie TV (2009)
- Onion SportsDome - Serie TV (2011)
- For Better or Worse - Serie TV (2012)
- Beautiful - Soap Opera - Ruolo: Carter Walton (2013-in corso)
- All About the Washingtons - Serie TV (2018)